# BK-46 Karis
Le BK-46 Karis est un club de handball situé à Karis, une ancienne commune de Raseborg en Finlande.

## Palmarès
Compétitions nationales
- Championnat de Finlande (21): 1979, 1980, 1983, 1984, 1985, 1986, 1987, 1988, 1989, 1991, 1992, 1994, 1995, 1996, 1997, 1998, 2002, 2003, 2006, 2022
- Vainqueur de la Coupe de Finlande (14) : 1985, 1986, 1987, 1989, 1990, 1991, 1993, 1994, 1996, 1998, 2006, 2020, 2021, 2022